# Tadeusz Lewandowski (fotograf)
Tadeusz Lewandowski (ur. 4 sierpnia 1922 w Jarocinie, zm. 12 października 1992 w Częstochowie) – polski fotografik.

## Życiorys
W młodości był harcerzem. Uczęszczał do liceum handlowego, a w czasie okupacji niemieckiej na tajne komplety.
Fotografować zaczął w Warszawie, gdzie jako harcerz brał udział w obronie miasta. W czasie wojny zamieszkał w Częstochowie, wcielony do służb budowlanych okupanta, później pracował w niemieckiej firmie radiotechnicznej.
Po wojnie pozostał w Częstochowie i w 1948 roku reprezentował to miasto na zjeździe założycielskim Polskiego Towarzystwa Fotograficznego, a następnie zakładał w nim regionalny oddział tej organizacji. Pracował jako fotograf w redakcjach gazet i czasopism, w latach 60. i 70. był operatorem Telewizji Polskiej, współpracował z redakcją z Dziennika Telewizyjnego. W 1966 roku filmował uroczystości milenijne na Jasnej Górze.
Należał do ZPAF (od 1952), Międzynarodowej Federacji Sztuki Fotograficznej i towarzystwa profesjonalnych fotografów UNESCO. Często odbywał podróże zagraniczne, jego prace były wystawiane w 34 krajach.
19 stycznia 1955 na wniosek Ministra Kultury i Sztuki został odznaczony Medalem 10-lecia Polski Ludowej. 
Żonaty z Urszulą Ostrowską (1926–2013), wnuczką cukiernika i właściciela cukierni Władysława Ignatowskiego (1884–1944).
Zmarł w Częstochowie, pochowany na cmentarzu św. Rocha (sektor 33-B-13).